# Torres de Elorz

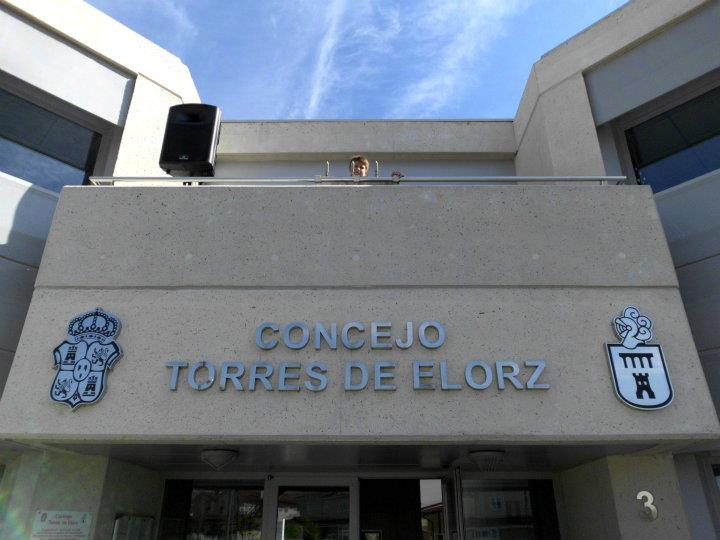
Concejo Torres de Elorz

Torres o Torres de Elorz (en euskera: Dorre o Dorre Elortzibar) es un concejo del Valle de Elorz (Navarra).

## Historia
Está situado junto al río Elorz, en el centro del valle. Sus primeras noticias aparecen en los siglos XI y XII. Según F. Pérez Ollo, en su libro "Ermitas de Navarra", en el s. XII Fortunio de Labiano construyó en el término de San Andrés, anexo a Torres un monasterio que su hijo donó al Obispo de Pamplona. En 1369 se citan varias veces los hidalgos de Torres junto a otras noticias referentes "del hostal del Rey".
A lo largo de la Edad Moderna se pleitea varias veces los vecinos de Torres contra el Comendador de Leache de Cizur Menor que tiene el derecho de padronazgo en la parroquia. Desde el s. XVI destaca en los libros de armería del Reino de Navarra el palacio del lugar.
En 1850 tenía 10 casas con 90 vecinos. 
Cuentan las crónicas del siglo pasado que por estas tierras abundaba la caza de liebre y codorniz, con pesca de anguilas, madrillas y barbos del río Elorz.

## Situación
Torres de Elorz está al este del municipio de Noáin y al sur de la A-21. Limita con Imárcoain al oeste, Zabalegui al este, Ezperun al sur y Zulueta al noreste.
Es atravesado por el río Elorz.

## Fiestas y eventos
San Pedro, 29 de Junio

## Alcalde
Santiago Molinero (independiente) 

## Demografía
| 2000 | 2001 | 2002 | 2003 | 2004 | 2005 | 2006 | 2007 | 2011 | 2015 | 2021 |
| ---- | ---- | ---- | ---- | ---- | ---- | ---- | ---- | ---- | ---- | ---- |
| 118  | 124  | 133  | 145  | 122  | 121  | 118  | 124  | 217  | 262  | 290  |

## Arte y arquitectura
- Iglesia parroquial de San Pedro: templo del siglo XIII que aún conserva de esa fecha una sencilla nave con tres tramos y la torre situada a sus pies. En el siglo XVI se le añadió el crucero y la cabecera.[3]